# Ernest Shonekan
Ernest Adegunle Oladeinde Shonekan (Lagos, Western State, Colonia de Nigeria, 9 de mayo de 1936 - Lekki, Estado de Lagos, Nigeria, 11 de enero de 2022) fue un abogado, industrial y político nigeriano, fue el presidente interino de Nigeria entre 26 de agosto y 17 de noviembre de 1993. 

## Biografía
Asumió la presidencia de Nigeria el 26 de agosto de 1993, con la bendición de Ibrahim Babangida, jefe de Estado de Nigeria durante la dictadura militar. La nación se estaba moviendo gradualmente hacia un estancamiento. Shonekan decidió la cancelación de las elecciones del 12 de junio; la mayoría de las potencias occidentales impusieron sanciones económicas a Nigeria obligando al presidente recular en su decisión.
La inflación era incontrolable y la mayoría de las inversiones extranjeras no petroleras desaparecieron. Los problemas políticos continuaron. El ganador de las elecciones del 12 de junio prometió oponerse al gobierno interino. Los partidarios de la democracia en el suroeste de Nigeria, la región de Shonekan, lo consideraron un obstáculo en el camino de la nación hacia la democracia, la justicia social y la mejora del bienestar de la gente. Durante sus pocos meses en el poder, intentó crear un nuevo calendario para el retorno democrático, mientras que su gobierno se vio obstaculizado por una huelga de trabajadores.
Liberó a presos políticos detenidos por Babangida. Trató de establecer un calendario para la retirada de las tropas de la misión de mantenimiento de la paz de ECOMOG en Liberia. El gobierno también inició una auditoría de las cuentas de NNPC, el gigante petrolero, una organización que tenía muchas deficiencias operativas. La administración de Shonekan presentó un proyecto de ley para derogar tres importantes decretos draconianos del gobierno militar.
Su control sobre los militares se vino abajo con estad medidas. En última instancia el ministro de Defensa dirigió un golpe militar y tomó el control del poder en noviembre de 1993, a solo unos meses de la administración.